# الدوري الشمالي لكرة القدم 1933–34
الدوري الشمالي لكرة القدم 1933–34 (بالإنجليزية: 1933–34 Northern Football League)‏ هو موسم من الدوري الشمالي لكرة القدم ‏. فاز فيه Shildon A.F.C. ‏.